# Alataspora solomoni
Alataspora solomoni is een microscopische parasiet uit de familie Alatasporidae. Alataspora solomoni werd in 1988 beschreven door Yurakhno. 